# Cryptocarya tsangii
Cryptocarya tsangii là loài thực vật có hoa trong họ Nguyệt quế. Loài này được Nakai miêu tả khoa học đầu tiên năm 1940.